# Pycnomerus sulcicollis
Pycnomerus sulcicollis là một loài bọ cánh cứng trong họ Zopheridae. Loài này được Germar miêu tả khoa học năm 1824.